# Gala de gaffes à gogo
Gala de gaffes à gogo est l'album R1 dans les rééditions de la série Gaston. Cet album reprend le contenu des numéros 2 et 3 de la série originale. Il parait en 1970 aux éditions Dupuis.

## Les personnages
- Gaston Lagaffe
- Spirou
- Fantasio
- Mélanie Molaire
- Spip
- Aimé De Mesmaeker
- Mademoiselle Sonia
- Mademoiselle Yvonne
- Joseph Longtarin
- Léon Prunelle
- Yves Lebrac
- M.Dupuis